# Lago Sevier
Il lago Sevier (in inglese Sevier Lake, pronuncia /sɛˈvɪər/) è un lago intermittente ed endoreico degli Stati Uniti d'America, che giace nella parte più bassa del Deserto Sevier, Contea di Millard (Utah). Come il Gran Lago Salato e il lago Utah, è un relitto del lago Bonneville del Pleistocene. Il lago Sevier è alimentato principalmente dai fiumi Beaver e Sevier, e l'afflusso addizionale proviene dal bacino idrografico dei laghi che fa parte della sottoregione idrologica di Escalante-Sevier. Il lago è stato perlopiù asciutto durante tutta la storia registrata ed è una fonte di polvere soffiata dal vento nelle tempeste di sabbia che frequentemente spazzano il Wasatch Front.

## Storia

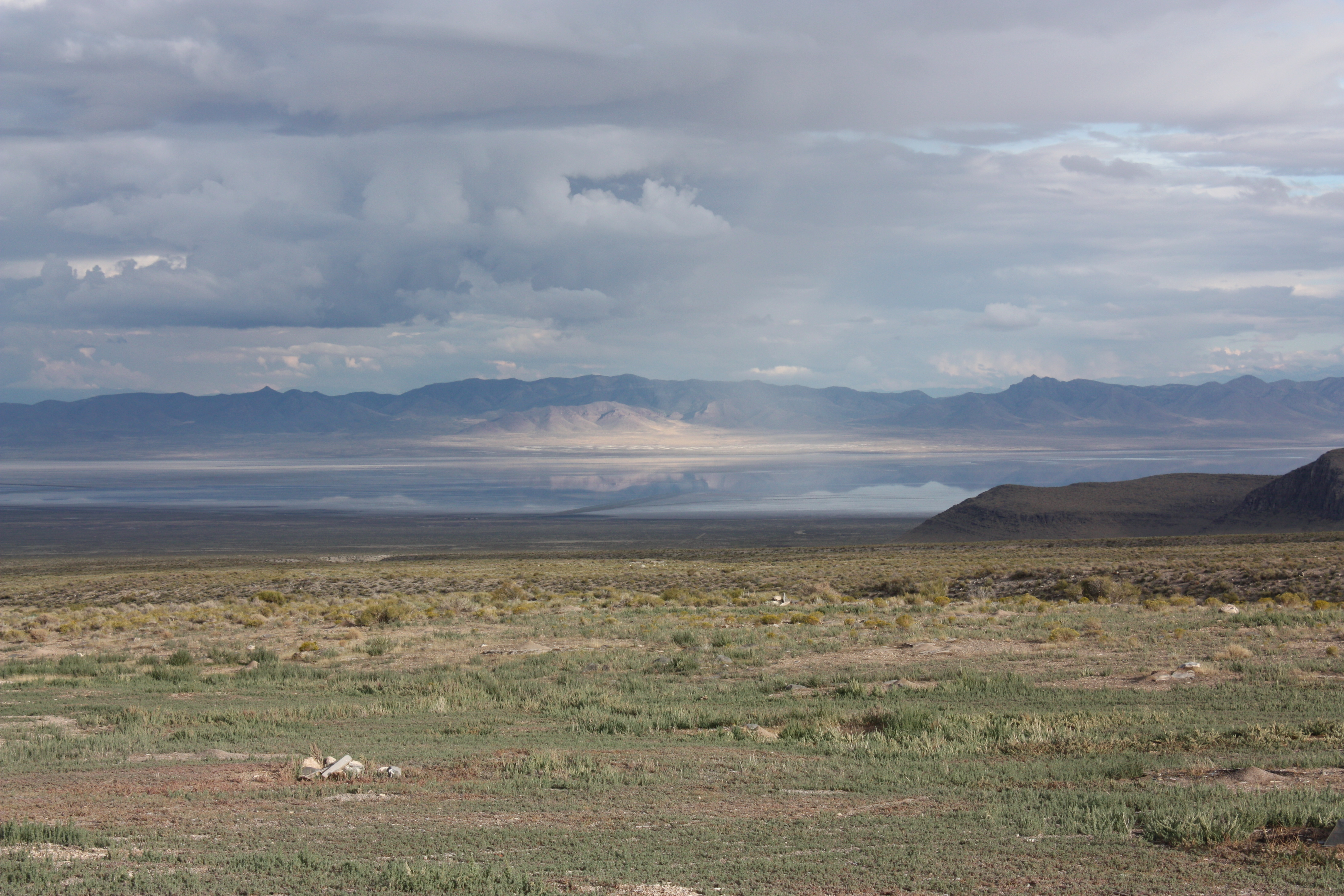
Il lago Sevier dopo una tempesta estiva (settembre 2013)

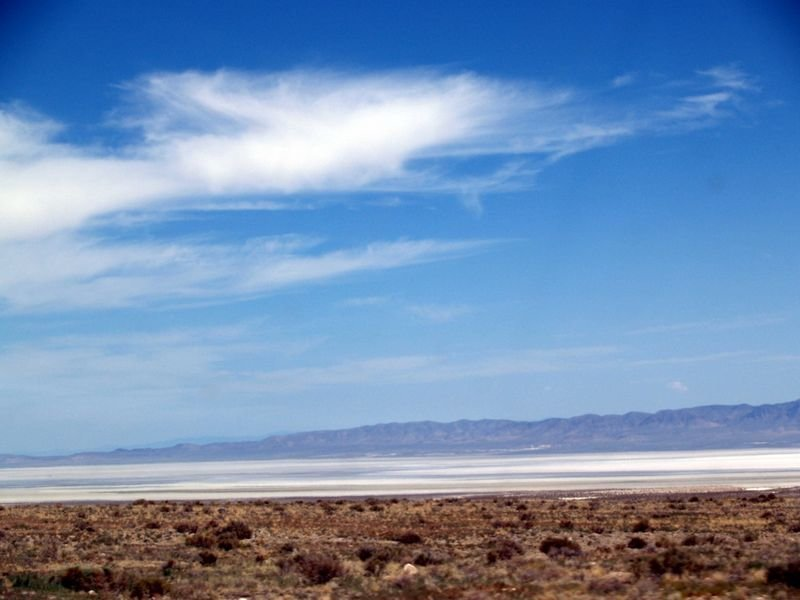
Il lago Sevier asciutto visto dalla US 50 nel 2009

La prima osservazione documentata del lago Sevier fu nel 1872, che affermava che l'area della superficie del lago era di 490 m², la salinità misurata era di 86 parti per migliaio, due volte e mezza quella dell'oceano, e la profondità massima era di 4,6 m. Nel gennaio 1880 il lago era quasi asciutto, ed era così dagli ultimi uno o due anni. Il fiume Sevier che un tempo scorreva verso il lago è ora in gran parte deviato per l'irrigazione. Nel 1987, tuttavia, il lago era di nuovo simile alla descrizione registrata del 1872.
La spedizione Dominguez-Escalante lo chiamò Laguna de Miera dal nome di un cartografo nella loro spedizione del 1776. Nel 1825, i cacciatori di pelli che lavoravano per William Henry Ashley percorsero la regione per piazzare trappole per animali, e Jedediah Smith lo chiamò lago Ashley, dal nome del loro datore di lavoro. Su alcune mappe, prese il nome di Joseph Nicollet a metà del XIX secolo. Il lago prende attualmente il nome dal fiume, che deriva da Río Severo (che nello spagnolo dell'Ottocento significava "fiume selvaggio"), un nome locale dato al fiume dai primi esploratori spagnoli per la pericolosità delle sue acque.

## Acqua
Durante la fine del 2011, a causa di un anno insolitamente umido, molti bacini artificiali nella Contea di Millard cominciarono a scaricare l'acqua in eccesso attraverso il fiume Sevier sul fondo del lago Sevier. Acqua stagnante esisteva sulla spiaggia per la prima volta dal 1984 e si estendeva giù oltre Needle Point, che è il punto di riferimento che si vede sul bordo ovest del lago. Nei punti più profondi i livelli dell'acqua erano profondi quasi un metro. A causa dell'elevato contenuto di salinità, di oltre il 20% in residuo fisso, l'acqua non si congelò mai completamente per effetto delle temperature invernali ben al di sotto del congelamento, tranne che vicino all'imbocco del fiume Sevier.

## Miniera di potassio
Attualmente è in corso sul lago Sevier un progetto di estrazione mineraria di solfato di potassio allo stadio esplorativo. Il progetto è guidato dalla Emerald Peak Minerals (EPM). Un'estesa perforazione esplorativa è stata completata sull'intera spiaggia e in 2013 l'EPM annunciò una stima di risorse di 31,486 milioni di tonnellate di solfato di potassio.

## Clima
| Fonte: The Western Regional Climate Center |       |       |       |       |      |      |      |      |      |      |       |       |          |          |          |          |       |
| Mese                                       | Mesi  | Mesi  | Mesi  | Mesi  | Mesi | Mesi | Mesi | Mesi | Mesi | Mesi | Mesi  | Mesi  | Stagioni | Stagioni | Stagioni | Stagioni | Anno  |
| Mese                                       | Gen   | Feb   | Mar   | Apr   | Mag  | Giu  | Lug  | Ago  | Set  | Ott  | Nov   | Dic   | Inv      | Pri      | Est      | Aut      | Anno  |
| T. max. media (°C)                         | 2     | 4,8   | 13,7  | 18,7  | 23,9 | 30,8 | 35,7 | 32,9 | 28,2 | 21,2 | 9,7   | 2,3   | 3,0      | 18,8     | 33,1     | 19,7     | 18,7  |
| T. min. media (°C)                         | −12,8 | −10,2 | −0,8  | 1,9   | 6,0  | 11,2 | 16,4 | 13,3 | 7,9  | 2,4  | −4,7  | −11,8 | −11,6    | 2,4      | 13,6     | 1,9      | 1,6   |
| T. max. assoluta (°C)                      | 20    | 20,6  | 25,6  | 30,0  | 32,8 | 38,9 | 40,0 | 38,9 | 34,4 | 30,6 | 25,0  | 15,6  | 20,6     | 32,8     | 40,0     | 34,4     | 40,0  |
| T. min. assoluta (°C)                      | −27,8 | −35,0 | −12,8 | −10,0 | −3,9 | 0,0  | 9,4  | −1,1 | −2,2 | −6,7 | −21,7 | −29,4 | −35,0    | −12,8    | −1,1     | −21,7    | −35,0 |
| Precipitazioni (mm)                        | 9,7   | 9,9   | 26,7  | 11,7  | 19,8 | 14,2 | 9,7  | 19,1 | 12,4 | 22,6 | 11,4  | 9,1   | 28,7     | 58,2     | 43,0     | 46,4     | 176,3 |
| Nevicate (cm)                              | 12,7  | 13,5  | 5,1   | 0,0   | 0,0  | 0,0  | 0,0  | 0,0  | 0,0  | 0,0  | 4,1   | 17,5  | 43,7     | 5,1      | 0,0      | 4,1      | 52,9  |